# Tamás Aján

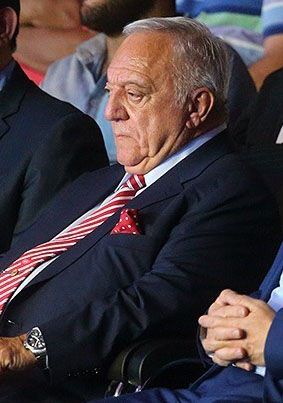
Tamás Aján (2016)

Tamás Aján (* 12. Januar 1939 in Gherla, Königreich Rumänien) ist ein ungarischer Sportfunktionär rumänischer Herkunft. Er war von 2000 bis 2020 Präsident der International Weightlifting Federation (IWF).

## Leben
Tamás Ajáns Familie zog nach dem Zweiten Weltkrieg nach Cluj, wo sein Vater eine Anstellung als Bankdirektor fand. Aján besuchte die Semmelweis-Universität in Budapest und erlangte 1964 den Ph.D. für Sportunterricht.

### Sportfunktionär
Aján wandte sich der Sportpolitik zu und wurde 1983 Generalsekretär im ungarischen Sportministerium. Von 1968 bis 1983 war Aján Generalsekretär des ungarischen Verbandes der Gewichtheber, von 1989 bis 2005 Generalsekretär des Magyar Olimpiai Bizottság, dem Nationalen Olympischen Komitee Ungarns. Seit 2005 ist er Ehrengeneralsekretär.
Seit 1970 bekleidete Aján Führungspositionen im Gewichtheber-Weltverband International Weightlifting Federation (IWF). Er wurde zunächst Vizepräsident, dann seit 1976 Generalsekretär. Seit 2000 war Aján Präsident der IWF.
2000 wurde Tamás Aján zum Mitglied des Internationalen Olympischen Komitees gewählt. 2010 endete seine Mitgliedschaft aus Altersgründen, seitdem war er Ehrenmitglied. 2020 gab er seine Ehrenmitgliedschaft auf, so kam er deren Entzug zuvor.

### Korruption und Doping in der IWF
Anfang Januar 2020 deckte die ARD-Dopingredaktion in ihrer Dokumentation Geheimsache Doping – Der Herr der Heber systemisches Doping im Gewichtheben, einen Ablasshandel im Weltverband sowie die Veruntreuung von Geldern in Millionenhöhe über viele Jahre hinweg auf; im Zentrum der Vorwürfe steht IWF-Präsident Tamás Aján.
Als Konsequenz wurde Aján vom Exekutivkomitee der IWF für 90 Tage suspendiert und die US-amerikanische Funktionärin Ursula Papandrea als IWF-Interimspräsidentin eingesetzt. Eine Untersuchungskommission unter dem Vorsitz von Richard McLaren untersuchte die Vorwürfe. Trotzdem versuchte Aján das Amt weiter auszuüben. Als Papandrea einen Antrag auf den endgültigen Ausschluss stellte, trat der 81-Jährige nach über 20 Jahren im Amt im April 2020 zurück. Trotz aller Vorwürfe wurde Aján in den Verhandlungen zwischen ihm, Papandrea und Generalsekretär Mohammed Jaloud (Irak) zum „Ehrenbotschafter“ ernannt und soll eine finanzielle Abfindung erhalten.
Der Anfang Juni 2020 veröffentlichte Abschlussbericht von Richard McLaren bestätigte alle wesentlichen in der ARD-Dokumentation bekannt gewordenen Vorwürfe gegen Aján und zeichnete ein verheerendes Bild vom IWF unter dessen Führung. Der Bericht offenbarte ein „System von Korruption, Erpressung, Dopingmanipulation und undurchsichtigem Finanzgebaren“. Aján habe die IWF wie eine „Autokratie“ mit „eiserner Hand“ geführt, hinsichtlich der Finanzen liege ein „Wirrwarr unvollständiger und ungenauer Zahlen“ vor, durch das es „absolut unmöglich“ sei zu bestimmen, was „für rechtmäßige Ausgaben“ verwendet worden sei. Zudem wurden neue Missstände wie Wahlfälschung bei Ajáns Wahl 2013 und 2017 sowie vertuschte Doping-Befunde von WM-Medaillengewinnern bekannt.
Der Internationale Sportgerichtshof verhängte wegen der Manipulation des Dopingkontrollverfahrens und der Beihilfe zu Verstößen gegen die Anti-Doping-Bestimmungen am 16. Juni 2022 eine lebenslange Sperre gegen Aján. Nicht zuletzt in Anbetracht der Machenschaften der IWF bis 2020 verringerte das IOC die Zahl der Startplätze für Gewichtheber bei den Olympischen Sommerspielen 2021 in Tokio und 2024 in Paris.

## Auszeichnungen
- 2000: Verdienstorden der Republik Ungarn als Offizier
- 2008: Verdienstorden der Republik Polen als Offizier
- 2008: Ehrendoktorwürde der Hanyang-Universität Seoul
- 2010: Olympischer Orden